# Specie botaniche spontanee
La seguente è una lista, in ordine alfabetico secondo i nomi comune, di alcune delle specie della flora spontanea italiana.
Per una visione circa le piante in Italia vedere Specie botaniche in Italia

## A
- Abete bianco
- Abete rosso
- Acero
- Acetosella
- Adonide
- Agrifoglio
- Alaterno
- Albero di Giuda
- Albicocco
- Alloro
- Aloe
- Ammofila
- Anemone
- Aquilegia
- Asfodelo
- Asparago
- Astro
- Atrico (Muschio)

## B
- Ballerina
- Betulla
- Biancospino
- Bocca di Leone
- Borragine
- Bosso (anche detto mortella)
- Brio (Muschio)
- Brugo
- Bucaneve

## C
- Calcatreppola
- Campanellino
- Campanula
- Canna comune
- Cannuccia di palude
- Capelvenere
- Caprifoglio
- Cardo
- Carice
- Carpino
- Castagna d'acqua
- Castagno
- Cedracca
- Cefalantera
- Ciclamino
- Ciliegio
- Cipresso
- Cirmolo
- Cisto
- Clematide vitalba
- Concordia
- Corbezzolo
- Corniolo
- Crescione
- Crocus

## D
- Dafne
- Dente di cane
- Dente di leone
- Digitale

## E
- Edera
- Epilobio
- Erba trinità (Hepatica nobilis)
- Erica
- Eringio
- Erioforo
- Euforbia
- Perpetuini

## F
- Faggio
- Farfaraccio
- Felci
- Fico
- Fillirea
- Finocchio
- Frangola
- Frassino

## G
- Garofano
- Genziana
- Giaggiolo
- Giglio (vedi Lilium)
- Giglio caprino
- Ginepro
- Ginestra
- Giunco
- Gladiolo
- Gramigna
- Grimmia (Muschio)

## L
- Lampone
- Lapazio
- Larice
- Lenticchia d'acqua
- Lenticchia d'acqua maggiore
- Lentisco
- Licheni
- Ligustro
- Lilium (o Giglio)
- Lillatro
- Limonella
- Limonio
- Lingua cervina
- Loppio
- Luppolo comune

## M
- Maggiociondolo
- Maggiorana selvatica
- Mammola
- Mandorlo
- Mazzasorda
- Mirtillo
- Mirto (anche detto mortella)
- Mughetto
- Mugo
- Muschi

## N
- Ninfea
- Narcissus
- Nigritella
- Nocciòlo

## O
- Ofride
- Oleandro
- Olivastro
- Olivo
- Olmo
- Ontano
- Orchidea
- Origano
- Orniello

## P
- Pado
- Panìco
- Papavero
- Peonia
- Perpetuino
- Pervinca
- Piantaggine
- Pino cembro
- Pino domestico
- Pino marittimo
- Pino mugo
- Pino silvestre
- Pioppo
- Platano
- Poa
- Polipodio
- Politrico
- Porraccio
- Porcellana
- Posidonia
- Primula
- Prugnolo
- Pulsatilla
- Pungitopo

## Q
- Quercia

## R
- Ranuncolo
- Ravastrello
- Robinia
- Rododendro
- Romice
- Rosa
- Rosa canina
- Rosmarino
- Rovo

## S
- Salice
- Salicornia
- Salsapariglia
- Sambuco
- Sanguinella
- Sassifraga
- Scilla
- Semprevivo
- Sfagno (Muschio)
- Sigillo di Salomone
- Silene
- Sorbo
- Spartio pungente
- Stella alpina
- Stracciabrache

## T
- Tamerice
- Tarassaco
- Tasso
- Tifa
- Tiglio
- Timo
- Tortula (Muschio)
- Trifoglio
- Trifoglio alpino

## V
- Veronica
- Vesparia
- Viola
- Vischio
- Vitalba
- Vite
- Viticcini

## Z
- Zafferano
- Zinnia